# L'angelo (album Syria)
L'angelo è un album della cantante italiana Syria, pubblicato nel 1997 dall'etichetta discografica RTI.
L'album è stato prodotto da Claudio e Tullio Mattone e contiene Sei tu, la canzone con la quale Syria ha partecipato nello stesso anno al Festival di Sanremo e si è classificata terza nella sezione Big.
La canzone L'angelo, con la quale Syria partecipò al Festivalbar, divenne la sigla italiana della telenovela messicana Regina ed è stata in seguito reinterpretata da un'esordiente Anna Tatangelo nel 2001 a Sanremo Giovani.

## Tracce
CD (Easy ESY 30002 (RTI)
1. Sei tu - 4:06 (Alberto Salerno, Claudio Mattone)
2. La terra gira - 3:50 (Alberto Salerno, Claudio Mattone)
3. L'angelo - 3:58 (Alberto Salerno, Claudio Mattone)
4. Un due tre - 4:25 (Alberto Salerno, Claudio Mattone)
5. Così mi butto via - 3:37 (Alberto Salerno, Claudio Mattone)
6. Lasciami parlare - 3:40 (Alberto Salerno, Claudio Mattone)
7. Da lontano - 4:35 (Claudio Mattone, Guido Morra)
8. Sei tu (Strumentale) - 4:06

## Formazione
- Syria – voce
- Michel Hatzigeorgiou – basso
- Peppe Vessicchio – tastiera, programmazione
- Simone Sello – chitarra
- Stefano Lestini – pianoforte
- Dino D'Autorio – basso
- Lele Melotti – batteria
- Ciro Caravano – tastiera, programmazione
- Nadia Biondini, Deborah Johnson, Luca Jurman – cori

## Classifiche
| Classifica (1997)                | Posizione |
| -------------------------------- | --------- |
| Classifica degli album italiana  | 24        |
| Classifica di fine anno italiana | 164       |